# Bab Sidi Kacem
Bab Sidi Kacem (arabe : باب سيدي قاسم) est l'une des portes de la médina de Tunis (Tunisie).
Cette ancienne porte est construite à l'époque ottomane, en même temps que Bab Laassal, Bab Sidi Abdessalem et Bab El Gorjani. Elle porte le nom de Sidi Kacem Jellizi qui aurait introduit les céramiques vernissées à Tunis et dont le tombeau se trouve à proximité.